# Nejlepší obránce v československé hokejové lize
Nejlepší obránce v československé hokejové lize bylo ocenění pro nejlepšího obránce. Prvním držitelem se stal Jiří Šlégr z CHZ Litvínov v roce 1991. Následující rok se ocenění neudělovala. Posledním držitelem byl zvolen Miloš Holaň z HC Vítkovice. Po rozdělení soutěže se toto ocenění dále předávalo v české nejvyšší soutěži. V roce 1998 se ve Slovensku rozhodli pro znovu zavedení ocenění nejlepšího obránce ve slovenské nejvyšší lize. Od roku 2001 patřilo ocenění pro nejlepšího obránce v NHL, během výluky v NHL se ocenění vztahuje k slovenské nejvyšší lize.

## Držitelé
| Sezóna    | Hráč           | Tým            |
| --------- | -------------- | -------------- |
| 1990/1991 | Jiří Šlégr     | CHZ Litvínov   |
| 1991/1992 | cena neudělena | cena neudělena |
| 1992/1993 | Miloš Holaň    | HC Vítkovice   |

## Souvislé články
- Nejlepší obránce (ELH)
- Nejlepší slovenský hokejový obránce